# What Goes On (singolo Velvet Underground)
What Goes On è un brano musicale dei The Velvet Underground. Fu l'unico singolo estratto dal loro omonimo album del 1969. Il 45 giri venne distribuito a scopo promozionale solo presso le stazioni radiofoniche, senza mai arrivare nei negozi.
La canzone venne incisa nel 1968 ai T.T.G. Studios di Hollywood.
Una versione dal vivo in concerto, con Doug Yule alle tastiere, fu inclusa nel doppio album live 1969: Velvet Underground Live with Lou Reed.

## Tracce singolo
MGM Records – K-14057
1. What Goes On - 2:40
2. Jesus - 2:55

- What Goes On sfuma a 2 minuti e 40 secondi. Jesus è indicata durare 2:55 sull'etichetta del 45 giri, ma in realtà la durata è di 3:24, come sull'LP.

## Formazione
- Lou Reed - voce solista, chitarra elettrica ed acustica (incluso assolo)
- Doug Yule - basso, organo Hammond,[4] cori
- Sterling Morrison - chitarra elettrica (incluso assolo)
- Maureen Tucker - batteria

## Cover
- I Doctors of Madness erano soliti suonare la canzone dal vivo nel periodo 1977–1978.
- Il cantante dei Roxy Music Bryan Ferry eseguì What Goes On (con elementi di Beginning to See the Light) nel suo album solista The Bride Stripped Bare del 1978.
- Il riff di organo presente in What Goes On fu utilizzato nella canzone dei Talking Heads Once in a Lifetime, inclusa nel loro album Remain in Light del 1980.[5]
- The Feelies sull'album Only Life del 1988.
- Elizabeth Mitchell sull'album You Are My Little Bird del 2006.
- Gli Screaming Trees nell'album tributo Unpiecing the Jigsaw - A Tribute to The Velvet Underground del 2009.[6]
- Jim Kerr come B-side del singolo Shadowland del 2010.